# Jailbreak (IOS)

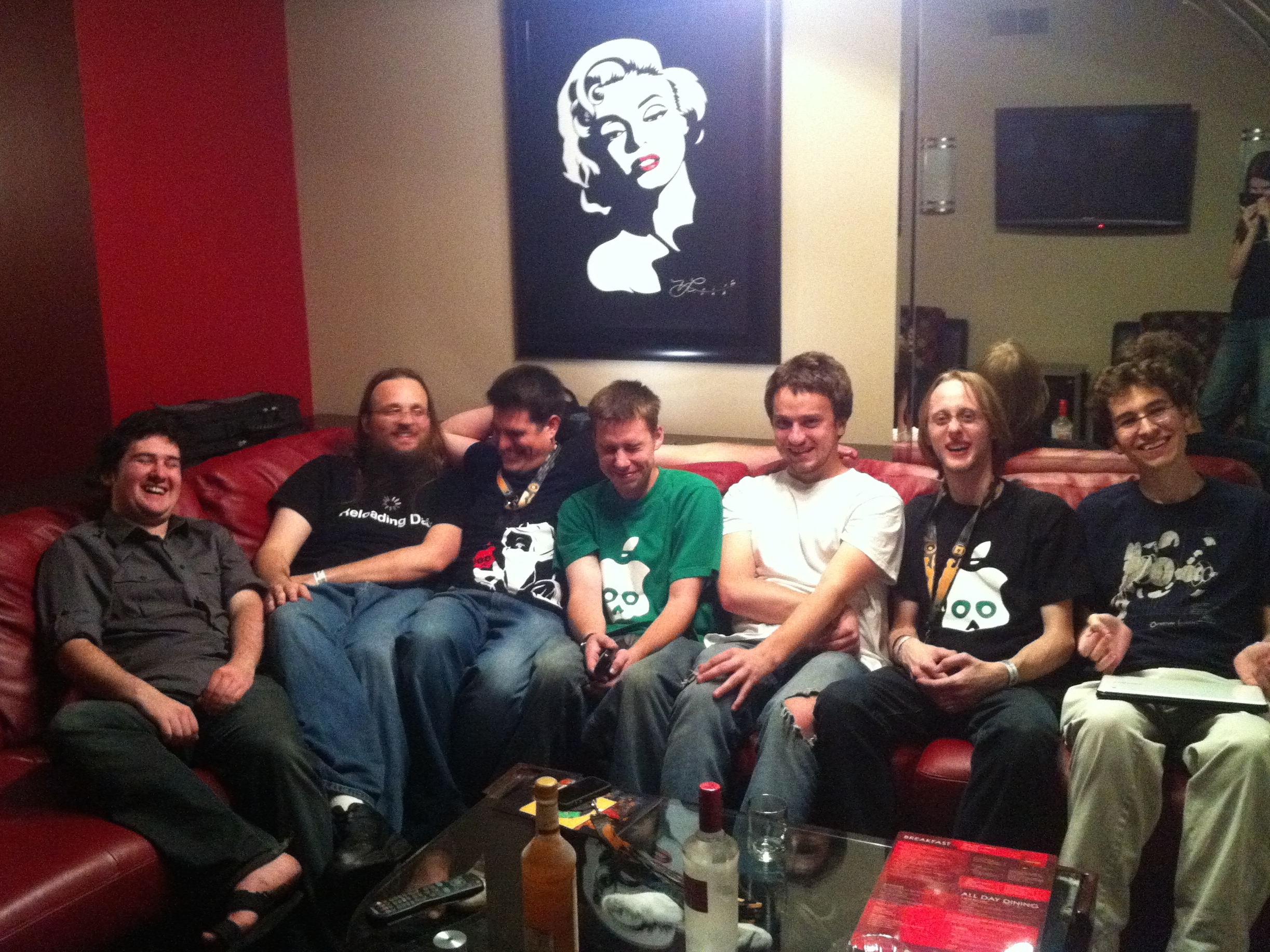
På fotot flera personer (bland andra geohot/George Hotz) som har bidragit till att bygga jailbreaking som AppSnapp, greenpois0n, Absinthe, purplera1n, blackra1n, limera1n och andra. Augusti 2011 på datorsäkerhetskonferensen DEF CON.

Jailbreak är en process för Apple Iphone, Ipad, Ipod Touch och Apple TV, som alla kör Apples operativsystem IOS, som gör det möjligt att installera och använda program från tredje part, det vill säga mjukvara som inte är godkänd av Apple. En bidragande orsak till att jailbreaking finns är på grund av att Apple utestänger vissa applikationer i App Store. Ett alternativ för appleverantören är då att istället ge ut sitt program i pakethanterarappen Cydia.

## Om Jailbreak
Processen Jailbreak utnyttjar mjukvaran så att användaren får root-tillgång och tillgång till pakethanterarappen Cydia, vilket möjliggör installation av applikationer eller verktyg som inte är tillgängliga i Apple App Store. Detta ökar risken för att skadlig kod kan bli installerad på enheten, då säkerhetsfunktioner inaktiveras när Jailbreak används på en Iphone, Ipod eller Ipad. Processen är inte laglig i alla länder och Apple har tillkännagivit att användning av Jailbreak ("jailbreaking") kan upphäva garantin.

### Begreppen untethered och tethered
Tethered jailbreak innebär att enheten inte är självständig efter jailbreaket. Detta innebär att enheten vid omstart måste startas via en dator som infogar en specifik startsekvens. Detta gör det mer energikrävande och riskfyllt eftersom en urladdning av batteriet gör att telefonen är död tills den kan kopplas till en dator.
Untethered jailbreak innebär att enheten fungerar som vanligt efter att den är jailbreakad, dock att portarna öppnats för fler möjligheter.
Semi-tethered jailbreak liknar tethered jailbreak, med skillnaden att enheten kan startas om utan hjälp av en dator och att enheten efter uppstart inte längre är i jailbreaksläge. I detta läge går enheten att användas som vanligt, men den kan inte köra program från tredje part. För att få jailbreaksläge efter omstart eller uppstart måste verktyget för jailbreak aktiveras på nytt.